# Liste der griechischen Botschafter in den Vereinigten Staaten
Der Botschafter Griechenlands in Washington, D.C. (griechisch Πρέσβης της Ελλάδας στις ΗΠΑ Presvis tis Elládas stis IPA) ist der ranghöchste Diplomat der Griechischen Republik (Ελληνική Δημοκρατία Ellinikí Dimokratía) bei der Bundesregierung der Vereinigten Staaten. Der Botschafter residiert in der Embassy of Greece, Washington, D.C., 2217 Massachusetts Avenue, Northwest.

## Geschichte
Nach dem Griechischen Unabhängigkeitskrieg von 1821 wurde am 3. Februar 1830 mit der Unterzeichnung der Londoner Protokolle zu Griechenland die Unabhängigkeit durch die Großmächte anerkannt. Am 7. Mai 1832 langte König Otto in Nafplio an und Griechenland wurde ein Königreich. Die Vereinigten Staaten erkannten den Griechischen Staat 1833 an. Im Dezember 1837 wurde ein Handelsvertrag unterzeichnet, welcher den Handel zwischen den beiden Ländern regelte. Das erste griechische Konsulat wurde 1866 in New Orleans eingerichtet mit Nicolas Benachi als dem ersten griechischen Konsul. 1867 wurde Demetrios Nicholas Botassis zum Generalkonsul von Griechenland in New York City ernannt.

## Botschafter
Liste der Chiefs of Protocol:
- Lambros Koromilas, Minister Resident, 23. Dezember 1907
- Lambros Koromilas, 29. Juli 1909
- Alexandros Vouros, Charge d’Affaires, 13, März 1913
- Agamemnon Schliemann, 17. August 1914
- A. Vouros, Charge d’Affaires a.i., 7. Dezember 1914

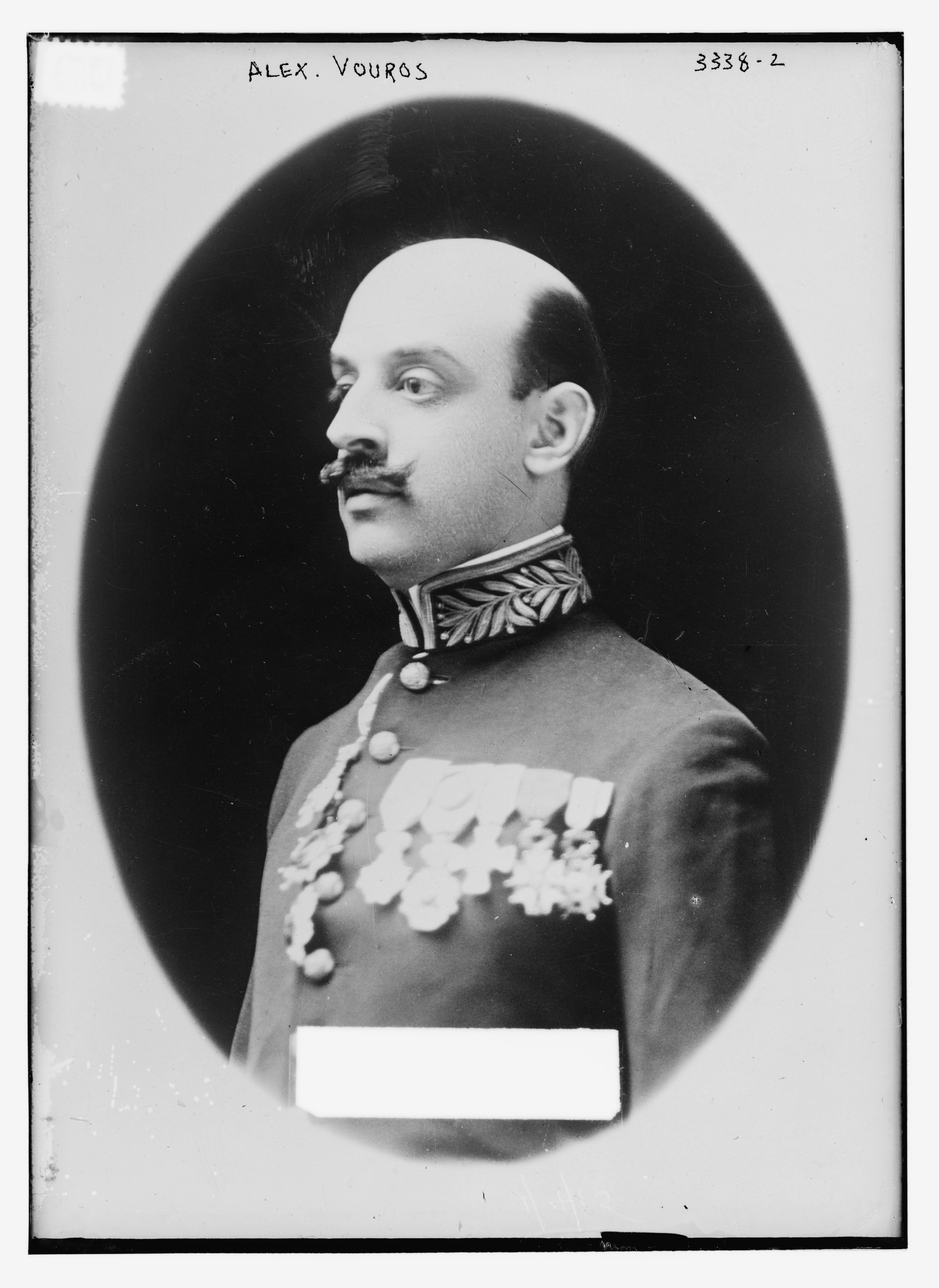
Alexandros Vouros

- Georgios Roussos (Γεώργιος Ρούσσος, υπουργός), 21. September 1917
- Georgios Drakopoulos, in Charge of Legation, 25. Oktober 1920
- Georgios Drakopoulos, Charge d’Affaires a.i., 15. Dezember 1920
- Michael Tsamados (Μιχαήλ Τσαμαδός), Charge d’Affaires a.i., 11. Januar 1923
- Cimon Diamantopoulos, Charge d’Affaires a.i., 22. Mai 1924
- Vasilios Mammonos, Charge d’Affaires a.i., 30. Juni 1924
- Konstantinos D. Xanthopoulos, Charge d’Affaires a.i., 21. August 1924
- Charalambos Simopoulos, 12. Dezember 1924
- Dimitrios Sikelianos, 26. April 1935
- Cimon Diamantopoulos, 7. Februar 1940

Legation erhoben zur Botschaft
- Cimon Diamantopoulos, 6. Oktober 1942
- Pavlos Oikonomou-Gouras, Charge d’Affaires a.i., 6. Dezember 1946[2][3]
- Vasilios Dendramis (Βασίλειος Δενδραμής), 3. Juni 1947[4]
- Athanase George Politis, 8. Dezember 1954[5]
- Alexis Liatis (Αλέξης Λιάτης), 6. Oktober 1958
- Alexandros Matsas, 13. Februar 1962
- Christos Xanthopoulos-Palamas (Χρήστος Ξανθόπουλος - Παλαμάς), 20. September 1967
- Basil Vitsaksis, 13. November 1969
- Ioannis Argyrios Sorokos, 1. Dezember 1972
- Konstantinos Panagiotakos, 27. Februar 1974
- Menelaos Alexandrakis (Μενέλαος Αλεξανδράκης), 3. September 1974
- Alexandros Koundouriotis (Αλέξανδρος Κουντουριώτης), Charge d’Affaires ad interim, 16. August 1979
- Ioannis Tzounis (Ιωάννης Τζούνης, John Tzounis), 4. September 1979
- Georgios Sioris, Charge d’Affaires ad interim, 15. Dezember 1981
- Nikolaos Karandreas, 13. Januar 1982
- Georgios Sioris, Charge d’Affaires ad interim, 10. September 1983
- Georgios Papoulias, 19. September 1983
- Christos Zacharakis (Χρήστος Ζαχαράκις), 21. September 1989
- Loucas Tsilas, 15. Juni 1993
- Alexander Philon, 6. Juli 1998
- Georgios Savvaidis, 2. Juli 2002[6]
- Alexandros Mallias, 3. Oktober 2005
- Vassilis Kaskarelis, 20. Juli 2009
- Christos Panagopoulos, 19. September 2012
- Haris Lalacos, Juni 2016[7]
- Alexandra Papadopoulou, Februar 2020[8][9]